# Petit-duc de Koepcke
Pour les articles homonymes, voir Koepcke.
Megascops koepckeae
Espèce
Synonymes
- Otus choliba koepckeae Hekstra, 1982
(protonyme)
- Otus koepckeae Hekstra, 1982

Statut de conservation UICN

 LC  : Préoccupation mineure
Statut CITES
Le Petit-duc de Koepcke (Megascops koepckeae) est une espèce d'oiseaux de la famille des Strigidae.

## Répartition
Cette espèce vit en Bolivie et au Pérou.

## Sous-espèces
D'après la classification de référence du Congrès ornithologique international (v. 14.1), le Petit-duc de Koepcke possède 2 sous-espèces (ordre phylogénique) :
- Megascops koepckeae koepckeae (Hekstra, 1982) ;
- Megascops koepckeae hockingi Fjeldså et al., 2012[2].